# Mississippi- och Missouriflodernas översvämningar 1993

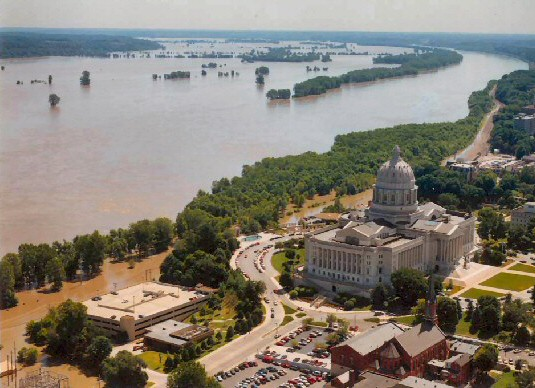
Under översvämningarna hotades Missouri State Capitol

Mississippi- och Missouriflodernas översvämningar 1993 inträffade i mellanvästra USA, vid Mississippifloden och Missourifloden  med bifloder, mellan april och oktober 1993. Översvämningarna var bland de ekonomiskt mest kostsamma i USA:s historia, med materiella skador som uppmättes till cirka 15 miljarder amerikanska dollar. Katastrofen var den värsta sedan Mississippiflodens översvämning 1927.
Översvämningarna drabbade delstaterna Illinois, Iowa, Kansas, Minnesota, Missouri, Nebraska, North Dakota, South Dakota och Wisconsin.

### Fotnoter
1. ↑  ”High Water: Building A Global Flood Atlas”. NASA Earth Observatory. http://earthobservatory.nasa.gov/Study/HighWater/. Läst 27 september 2014.
2. ↑  Larson, Lee W.. ”The Great USA Flood of 1993”. National Weather Service. http://www.nwrfc.noaa.gov/floods/papers/oh_2/great.htm.